# Alegría (Surigao del Norte)
Alegría (Kabibo sa Alegria), también conocido como  La Alegría es un municipio filipino de quinta categoría, situado en la parte nordeste de la isla de Mindanao. Forma parte de la provincia de Surigao del Norte situada en la Región Administrativa de Caraga, también denominada Región XIII. Para las elecciones está encuadrado en el Segundo Distrito Electoral.

## Geografía
Municipio situado en el sur de la provincia, ribereño del lago Mainit y fronterizo con Agusán del Norte.
Su término linda al norte con los municipios de Mainit y de Bacuag; al sur con la mencionada provincia de Agusan del Norte, municipio de Kitcharao; al este con el de Gigaquit; y al oeste con el lago Mainit.

### Topografía
Terreno ondulado con elevaciones que van desde 60  hasta los 900 m s. n. m. que se rebasan en el límite con el municipio de Kitcharao, donde se encuentra el monte Kinabutan con una altura de  975 m s. n. m.

### Barangays
El municipio  de Alegría se divide, a los efectos administrativos, en 12 barangayes o barrios, conforme a la siguiente relación:
| - Población (Alegría) - Alipao - Budlingin | - Camp Eduardo (Geotina) - Ombong - Pungtod | - San Pedro - Ferlda - Julio Ouano (Población) | - San Juan - Anahaw - Gamotán |  |

### Población
La mayoría de los habitantes son de origen surigaense, concretamente 10.288 personas que hablan el idioma surigaonón. Son  de origen cebuano  891 personas y otras 149 boholanos.

### Comunicaciones
Atraviesa el término en dirección norte (Tubod) sur (Kitcharao) la Autopista Marhalika denominada oficialmente  Pan-Philippine Highway, una red viaria de 3.517 kilómetros (2.185 millas) de caminos, puentes y servicios de ferry que conectan las islas de Luzón, Samar, Leyte y Mindanao en las Islas Filipinas, auténtica columna vertebral de transporte del archipiélago.

## Historia
Originalmente era el sitio de Anahaw, fundada por inmigrantes y  perteneciente al municipio de  Bacuag. Las frecuentes inundaciones, agravadas por su proximidad al lago Mainit,  provocaron el abandono del lugar con el consiguiente traslado de su población al lugar que hoy ocupa Población Alegría.
Su nombre deriva de la palabra española alegre.
El juez Sixto Olga aconsejó a las personas este cambio de nombre.
El actual territorio de Surigao del Norte fue parte de la provincia de Caraga durante la mayor parte del período español.
Así, a principios del siglo XX la isla de Mindanao se hallaba dividida en siete distritos o provincias.
El Distrito 3º de Surigao, llamado hasta 1858  provincia de Caraga, tenía por capital el pueblo de Surigao e incluía la  Comandancia de Butuan.
Uno de sus pueblos era Gigaquit de 9,997 almas incluyendo sus visitas de Bacuag, Claver y Taganito;
El 18 de septiembre de 1960 la provincia de Surigao fue dividida en dos: Surigao del Norte y Surigao del Sur.
El municipio de Alegría fue creado el 15 de junio de 1968 agrupando cinco barrios y seis sitios segregados del término de Mainit:

"...Los barrios de La Alegria, Ombong, San Pedro, Alipao y Pungtod y los sitios de Gamotan, Anahao, Camp Eduardo, Budlingin, Lomundo y Manag-as, todos en el Municipio de Mainit, provincia de Surigao del Norte, se separan de dicho municipio y constituye en un municipio distinto e independiente, a ser conocido como el municipio de Alegría, la misma provincia. La sede del gobierno del nuevo municipio se hará en el sitio actual del barrio de la Alegría..."
REPUBLIC ACT NO. 5239.

## Ayuntamiento
En las elecciones del pasado 13 de mayo de 2013 fueron elegidos para un mandato de tres años las siguientes personas:
- Alcalde:  Dominador Guiral Esma, Jr.
- Vicealcalde: Uldarico Saubon Uriarte, Jr.
- Concejales (Sangguniang Bayan Members):

| - 1. Ma. Theresa Eledia Paz - 2. Ernesto Cordero Odjinar, Sr. | - 3. Erlinda Benemérito Silvosa - 4. Arnold Ladaga Dagcuta | - 5. Gerry Zamora Bacud - 6. Nimfa Naul Sagaral | - 7. Josie Castillon Jalasan - 8. Reynaldo Beltran Ranay |  |